# Bellator 221
Bellator 221: Chandler vs. Pitbull è stato un evento di arti marziali miste tenuto dalla Bellator MMA l'11 maggio 2019 all'Allstate Arena di Rosemont negli Stati Uniti.

## Risultati
|                                        | Divisione    |                          |           |                      | Metodo                                  | Round     | Tempo     | Premio    |
| Main Card                              | Main Card    | Main Card                | Main Card | Main Card            | Main Card                               | Main Card | Main Card | Main Card |
| -------------------------------------- | ------------ | ------------------------ | --------- | -------------------- | --------------------------------------- | --------- | --------- | --------- |
| Sfida valida per il titolo di campione | Pesi leggeri | Patrício Freire          | batte     | Michael Chandler (c) | KO tecnico (pugni)                      | 1         | 1:01      |           |
|                                        | Pesi welter  | Douglas Lima             | batte     | Michael Page         | KO (pugno)                              | 2         | 0:35      | [ 1 ]     |
|                                        | Pesi piuma   | A. J. McKee              | batte     | Pat Curran           | Decisione unanime (30–27, 30–27, 30–26) | 3         | 5:00      |           |
|                                        | Pesi massimi | Jake Hager               | batte     | T.J Jones            | Sottomissione (arm-triangle choke)      | 1         | 2:36      |           |
|                                        | Pesi piuma   | Tywan Claxton            | batte     | James Bennett        | KO tecnico (pugni)                      | 3         | 2:09      |           |
| Card Preliminare                       |              |                          |           |                      |                                         |           |           |           |
|                                        | Pesi gallo   | Robert Fenicle           | batte     | Bryan Bautista       | Sottomissione (heel hook)               | 1         | 1:42      |           |
|                                        | Pesi welter  | Khuukhenkhuu Amartuvshin | batte     | Adam Ward            | Decisione unanime (29–28, 29–28, 29–28) | 3         | 5:00      |           |
|                                        | Pesi mosca   | Christian Rodriguez      | batte     | Jose Leon            | Sottomissione (armbar)                  | 1         | 4:35      |           |
|                                        | Pesi medi    | Robert Morrow            | batte     | James Bochnovic      | KO (pugni)                              | 1         | 1:18      |           |
|                                        | Pesi welter  | Christopher Gonzalez     | batte     | Charlie Radtke       | Decisione unanime (29–28, 29–28, 29–28) | 3         | 5:00      |           |
|                                        | Pesi piuma   | Chris Lencioni           | batte     | Adil Benjilany       | Sottomissione (triangle choke)          | 1         | 4:55      |           |
|                                        | Pesi massimi | Jason Belyew             | vs.       | Dave Latoria         | No Contest (colpo basso accidentale)    | 1         | N/A       |           |
|                                        | Pesi mosca   | Jesse Bazzi              | batte     | Joey Diehl           | Decisione unanime (30–27, 30–27, 30–27) | 3         | 5:00      |           |
|                                        | Pesi mosca   | Josh Streacker           | batte     | Scott Writz          | KO (pugni)                              | 2         | 3:33      |           |